# مارتین هیدالگو
مارتین هیدالگو (انگلیسی: Martín Hidalgo؛ زادهٔ ۱۵ ژوئن ۱۹۷۶) بازیکن سابق فوتبال اهل پرو است که در پست مدافع چپ بازی ‌می‌کرد. او اکنون مربی فوتبال است.
وی همچنین در تیم ملی فوتبال پرو بازی کرده‌است.